# Радченко, Пётр Павлович
Радченко Пётр Павлович (25.12.1910, Ленинградская — июль 1991, Краснодар) — советский писатель-романист, педагог, автор романа-трилогии «На заре», повествующем о событиях гражданской войны на Кубани, член Союза писателей СССР (1964).

## Биография
Пётр Павлович Радченко родился 25 декабря 1910 года в станице Уманской (ныне Ленинградская) в крестьянской семье. Отец писателя, когда на Кубани установилась Советская власть, стал организатором коммуны и погиб от рук бандитов. Окончив в 1925 году начальную школу, Петр Радченко несколько лет работал по найму у местных станичных кулаков. В 1929 году Каневский районный отдел народного образования направляет его на рабфак в город Краснодар.
- 1929 год — 1932 год — учёба на рабфаке в городе Краснодар.
- 1932 год — 1942 год — с перерывами учится в Краснодарском педагогическом институте им. 15-летия ВЛКСМ на факультете русского языка и литературы.

После окончания института до 1954 года работал учителем литературы и директором в школах станиц Васюринской и Тимашевской. Жена писателя Мария Васильевна Радченко также работала учителем литературы в средней школе № 4 станицы Пашковской (ныне СОШ № 60 города Краснодара).
В период фашистской оккупации Краснодара находился в городе Кировабаде. Весной 1943 года возвращается на Кубань и работает в сельских школах станиц Васюринской и Тимашевской.
В 1949 году, в Краснодарском книжном издательстве вышла в свет первая книга трилогии «На заре», вторая — в 1959 году, третья — в 1968 году.
Когда Петр Радченко задумал написать роман о кубанских казаках в годы Гражданской войны, свыше 300 человек поделились с ним памятью о своей юности.
П. Радченко был членом КПСС. Награжден медалью «За трудовое отличие». 
Член Союза писателей СССР с 1964 года.
Умер в Краснодаре в июле 1991 года.

## Критика
В литературе указывается на подробное описание казачьего быта первой четверти XX века в романе «На заре», также как и в романе М. А. Шолохова «Тихий Дон».
Писатель П. И. Ткаченко в своём романе «Кубанские зори» назвал роман Радченко «На заре», на ряду с похожими романами того времени, конъюнктурным и политизированным.